# Życzyn (Podebłocie)
Życzyn – część wsi Podebłocie w Polsce położona w województwie mazowieckim, w powiecie garwolińskim, w gminie Trojanów.
W sierpniu 1943 oddział Gwardii Ludowej im. Stefana Okrzei przeprowadził atak na pociąg podczas którego zginęło kilku gwardzistów. W latach 1975–1998 Życzyn administracyjnie należał do województwa siedleckiego.
W gminie znajduje się też wieś o nazwie Życzyn.
Znajduje się tutaj stacja kolejowa Życzyn.